# FC Delta Tulcea
FC Delta Tulcea was een Roemeense voetbalclub uit de stad Tulcea.

## Geschiedenis
De club werd opgericht in 1973 en verdween sindsdien een paar keer en werd ook telkens weer heropgericht. In 2022 trok de club zich wegens financiële problemen terug uit de competitie. 
De club werd heropgericht in mei 2005 en startte in de derde klasse. Na één seizoen promoveerde de club naar de tweede klasse (Liga 2). Het doel was om het behoud te verzekeren, maar Delta deed het verrassend goed en werd kampioen. De club kreeg echter geen licentie voor de hoogste klasse. De betere spelers verlieten de club en in 2007/08 eindigde de club in de middenmoot. In de zomer van 2013 werd de club ontbonden. 